# Store Point
Der Store Point (englisch für Lagerspitze, in Chile Punta Store, in Argentinien Punta Depósito) ist die nördlichste Landspitze der Neny-Insel in der Marguerite Bay vor der Fallières-Küste des Grahamlands auf der Antarktischen Halbinsel. 
Wissenschaftler des Falkland Islands Dependencies Survey nahmen 1947 Vermessungen vor und benannten sie nach einem hier von ihnen eingerichteten Nahrungsmittellager für Notfälle.